# Izumi Kobayashi
Izumi Kobayashi ( 小林 泉美 ?,  Kobayashi Izumi ; 20 giugno 1977) è una goista giapponese 6 dan professionista.

## Biografia
Izumi Kobayashi è cresciuta in una famiglia di abili goisti: ha scherzato sul fatto di aver giocato per la prima volta a Go nel grembo di sua madre; suo padre è Koichi Kobayashi, l'uomo che è al terzo posto per numero di titoli detenuti in Giappone, suo nonno materno era Kitani Minoru, uno dei protagonisti e probabilmente il più grande insegnante di Go; sua madre era Reiko Kobayashi nata Kitani (1939-1996), 6 dan, che vinse più volte l'All-Japan Women's Championship.
Izumi è diventata una giocatrice professionista di go nel 1995 ed è stata promossa al suo grado attuale, 6 dan, nel 2004. Nel 1998 ha vinto la prima edizione del Kisei femminile sconfiggendo Kobayashi Chizu.
Nel 1999 perde la finale dell'Honinbo femminile, vince la seconda edizione del Kisei femminile sconfiggendo Sugiuchi Kazuko, e perde la finale del Kakusei femminile.
Nel 2000 perde la finale del Meijin femminile contro Aoki Kikuyo e quella del Kisei femminile contro Chinen Kaori.
Nel 2001 vince l'Honinbo femminile contro Inori Yoko e il Meijin femminile contro Aoki, e perde il Kakusei femminile contro Kato Tomoko.
Nel 2002 vince nuovamente l'Honinbo femminile contro Chinen Kaori, ma perde il Meijin femminile nuovamente contro Aoki.
Nel 2003 vince per la terza volta consecutiva l'Honinbo femminile, questa volta contro Yushiro Kumiko, e vince il Meijin femminile ancora contro Aoki.
Nel 2004 vince il Meijin femminile contro Inori Yoko e il JAL Super Hayago femminile (sostituto del Kakusei) contro Nakazawa Ayako.
Nel 2005 vince il Saikyo femminile contro Konishi Kazuko, ma perde il Meijin femminile contro Koyama Terumi.
Nel 2024 ha vinto la Coppa Teikei Legend femminile, che ha riconquistato l'anno successivo.
È sposata con Cho U, uno dei migliori giocatori in Giappone, e la coppia ha due figlie entrambe goiste professioniste, Cho Kosumi e Cho Koharu.

## Titoli
| Titolo                        | Vittorie             | Secondi posti        |
| ----------------------------- | -------------------- | -------------------- |
| Honinbo femminile             | 3 (2001-2003)        | 2 (1999,2004)        |
| Meijin femminile              | 3 (2001, 2003, 2004) | 3 (2000, 2002, 2005) |
| Kisei femminile               | 2 (1998, 1999)       | 1 (2000)             |
| Saikyo femminile              | 1 (2005)             |                      |
| JAL Super Hayago femminile    | 1 (2004)             |                      |
| Kakusei femminile             |                      | 3 (1996, 1999, 2001) |
| Coppa Teikei Legend femminile | 2 (2024, 2025)       |                      |
| Totale                        | 12                   | 9                    |